# السيد محمد ضياء آبادي
السيد محمد ضياء آبادي (1928 - 8 فبراير 2021)، هو آية الله رجل دين إيراني. قضى عمره في ترويج معارف القرآن الكريم وأهل بيت العصمة والوعظ والإرشاد. ويعتبر ضياء ابادي من الشخصيات القيّمة والمعلّقين الشيعة الكبار وأحد العلماء البارزين والمشاهير من الدعاة والعلماء في عصرنا الحاضر.
توفي الشيخ ضياء آبادي الاثنين في مستشفى خاتم الأنبياء، بعد اصابته بمرض القلب التاجي.